# Pepe Fechoría
José Alberte Rodríguez  más conocido como Pepe Fechoría (Arnoya, Orense, 20 de marzo de 1931 - Arnoya, 22 de abril de 2016), fue un empresario gastronómico español con carrera en Argentina.

## Carrera
Fechoría se destacó en el ambiente gastronómico tras fundar su empresa que se hizo popular por haber sido recurrida por grandes artistas de aquellos años de lujos de la movida porteña. Por su restaurante porteño "Il Vero Fechoría" pasaron artistas como Alberto Olmedo, Susana Giménez, Graciela Borges, Gogó Rojo, Ethel Rojo, Pepe Parada, Hugo Sofovich, China Zorrilla, Carlos Perciavale, Norma Aleandro, Federico Luppi, Juan Carlos Calabró, Héctor Alterio, Fernando Ayala, Pepe Soriano, el boxeador Carlos Monzón, Facha Martel, Zulma Faiad, Luis Miguel y Gerardo Sofovich, entre otros.
Nacido en España, en 1949 Pepe emigró a Argentina y luego de trabajar como peluquero, mecánico y lava platos, en 1959 comenzó a desempeñarse como ayudante de cocina en un restaurante llamado Il vero fechorías. Años más tarde se convirtió en el propietario del lugar.
Fue apodado "el rey de la noche de los famosos", ya que por su restaurante pasaron las figuras más importantes de las décadas de los '80 y '90, y se hicieron famosos sus platos y postres como el Fernandito. El menú no era muy variado, pues se limitaba a algunos platos de pasta, el clásico asado y un aperitivo de jamón cortado a cuchillo, pero todo muy sabroso.
En nivel de popularidad de su emprendimiento fue tal que alcanzó a participar de una película en 1986 dirigida por Sofovich, Las minas de Salomón Rey, junto a Rolo Puente y Tristán, donde se encarnó a sí mismo.
En sus mesas, Gerardo Sofovich supo escribir los grandes éxitos del cine y de la televisión argentina y, según cuentan, eligió a muchas de sus chicas que después terminaron siendo famosas en el medio.
Su restaurante cerró en la década de 1990, por lo que posteriormente decidió mudarse a España donde residió hasta su muerte el 21 de abril de 2016 a los 86 años. Le sobrevivieron su esposa Margarita y sus dos hijos.